# 白地粉
白地粉，是台灣新竹縣竹北市的一個傳統地域名稱，位於該市西部。相較於今日行政區，其範圍大致為白地里北半部。

## 歷史
台灣清治末期至日治前期，白地粉地區為一街庄，稱為「白地粉庄」，隸屬於竹北一堡。該庄北隔鳳山溪與貓兒錠庄為界，東與蔴園庄為鄰，南邊為溪州庄、新庄仔庄，西邊為舊港庄。
1901年（日治明治三十四年）11月，全台廢縣廳改設二十廳，該庄隸屬於新竹廳。1909年（明治四十二年）10月，合併二十廳為十二廳，該庄隸屬不變。1920年（大正九年），廢十二廳改設五州二廳，該庄改制為「白地粉」大字，隸屬於新竹州新竹郡舊港庄。1941年（昭和十六年），舊港庄與六家庄合併成立竹北庄，本地區改隸之。
戰後竹北庄改制為竹北鄉，隸屬於新竹縣，大字亦改制為村。1950年桃、竹、苗分治，本地區隸屬不變。1988年，竹北鄉升格為竹北市，村亦改制為里。

## 交通
鄉道竹73線（長青路二段～一段）是羊寮港至舊港的道路，大致以北北東—南南西走向經過經白地粉地區中部偏西地帶，向北經鳳岡大橋後可前往貓兒錠地區的鳳岡、山腳、羊寮港並止於省道台15線／台61線路口，向南可前往新庄子、舊港並止於舊港大橋，續行為新竹市北區的市區道路（富美路）。
鄉道竹54線（長青路一段333巷、白地街）是舊港至新社的道路，大致以橫向轉西北—東南走向經過本地區，向西轉南可前往新港、新庄子西部並止於鄉道竹73線路口，向東南可前往麻園、溝貝、新社並止於縣道118號路口。

## 學校
- 新港國小